# Gryphus vitreus
Gryphus vitreus är en armfotingsart som först beskrevs av Born 1778.  Gryphus vitreus ingår i släktet Gryphus och familjen Terebratulidae. Inga underarter finns listade i Catalogue of Life.